# Misfit (televisieserie)
Misfit is een Nederlandse muzikale jeugdserie geproduceerd door NewBe en Splendid Film voor Netflix. De serie is een vervolg op de Nederlandse filmtrilogie Misfit (2017-2020), waarin niet alleen nieuwe personages te zien zijn, maar ook enkele acteurs zijn teruggekeerd in hun eerdere rollen. De serie ging wereldwijd in première op Netflix op 16 oktober 2021.

## Verhaal
De Misfits verwachten een compleet te gek schooljaar op het Hoogland College omdat ze een supercoole musical op het podium willen zetten. Terwijl ze werken aan de songs en danspassen wordt de musical verboden door het nieuwe schoolhoofd Agnes. Voor het nieuwe schoolhoofd staan cijfers en studeren op de eerste plaats. Zij vindt de musical een verspilling van tijd en energie. Julia wil de musical koste wat het kost door laten gaan en verzint een plan. Samen oefenen de Misfits en hun nieuwe vrienden de musical in het geheim verder en proberen zij het nieuwe schoolhoofd in de weg te zitten. Kunnen de vrienden hun droom van een musical verwezenlijken en hun school heroveren?

## Rolverdeling

### Hoofdrollen
| Acteur           | Personage                    |
| ---------------- | ---------------------------- |
| Djamila          | Julia (Juul) Martens         |
| Niek Roozen      | Nick de Jong                 |
| Jolijn Henneman  | Sterre Hagendoorn            |
| Bente Fokkens    | Magenta Fokkema              |
| Eliyha Altena    | Morris (Snorris)             |
| Nienke van Dijk  | Tara Dammers                 |
| Noah de Nooij    | Jason Arduin                 |
| Simone Giel      | Lisa Labeij                  |
| Vincent Visser   | Viggo de Ligt                |
| Georgina Verbaan | Schoolhoofd Agnes Wilgenburg |
| Fenna Ramos      | Esmée Jongbloets             |
| Jill Schirnhofer | Jocelyn (Joc) Veldkamp       |

### Bijrollen
| Acteur           | Personage       |
| ---------------- | --------------- |
| Britt Scholte    | Bibu            |
| Rosaline Lantink | Saar Roozenblad |
| Caroline Mgata   | Lyana Shariff   |
| Edson da Graça   | Jay Jay         |
| Buddy Vedder     | Quizleider      |

## Afleveringen
| Nr.      | Titel                     | Uitzenddatum    |  |
| -------- | ------------------------- | --------------- |  |
| 1 (1-01) | Hoogland Squadland        | 16 oktober 2021 |  |
| 2 (1-02) | Lacisum                   | 16 oktober 2021 |  |
| 3 (1-03) | Schaduwspel               | 16 oktober 2021 |  |
| 4 (1-04) | Hard to Get               | 16 oktober 2021 |  |
| 5 (1-05) | BFF                       | 16 oktober 2021 |  |
| 6 (1-06) | Morgen Wordt Alles Anders | 16 oktober 2021 |  |
| 7 (1-07) | The Show Must Go On       | 16 oktober 2021 |  |
| 8 (1-08) | Musical Education         | 16 oktober 2021 |  |